# Grand incendie de La Nouvelle-Orléans (1794)
Pour les articles homonymes, voir Grand incendie de La Nouvelle-Orléans.

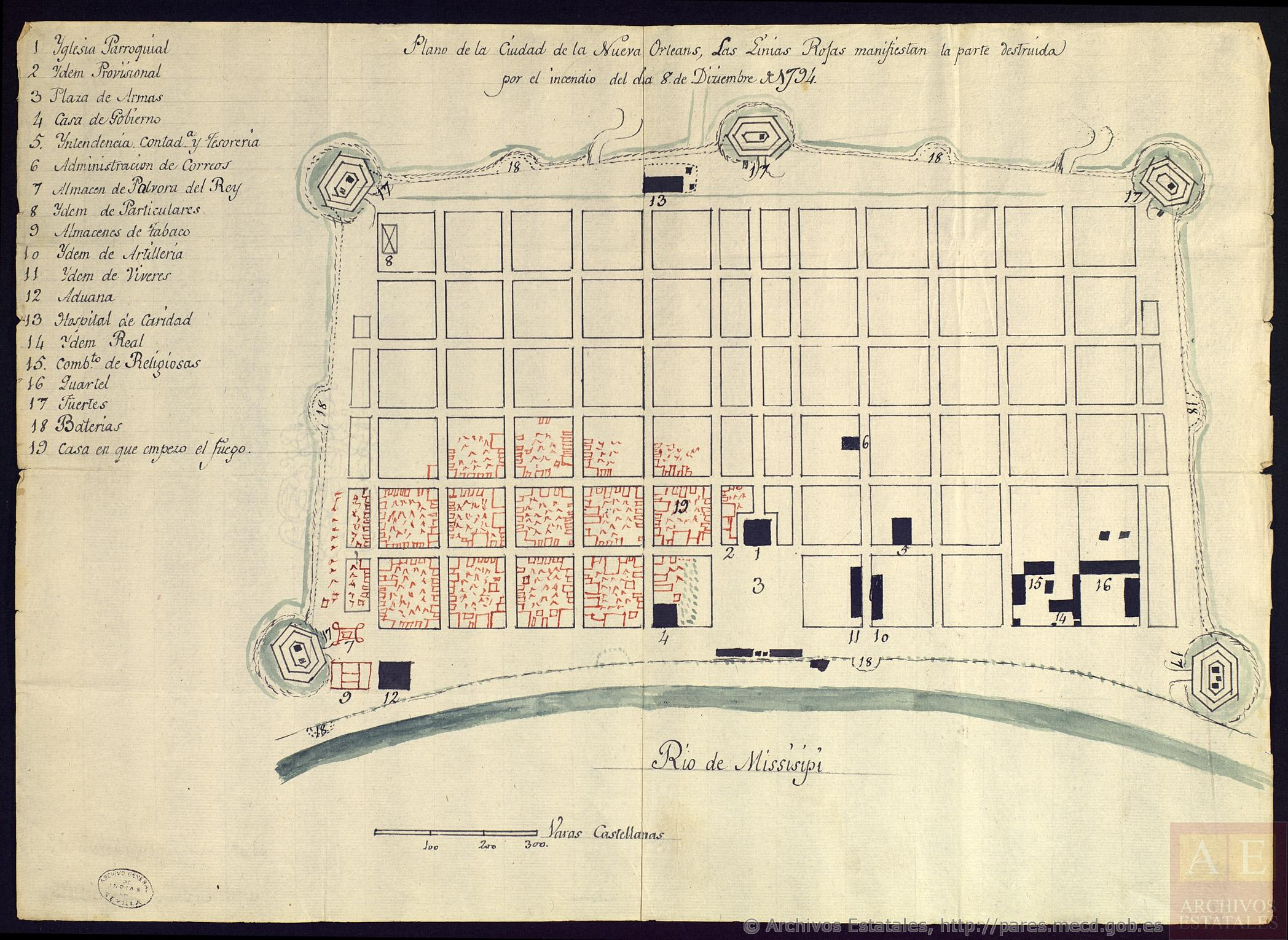
Carte de la Nouvelle-Orléans dessinée trois jours après l'incendie pour montreur l'ampleur des dégâts.

Le Grand incendie de La Nouvelle-Orléans est un incendie qui détruisit 212 bâtiments de la ville le 8 décembre 1794. Il a ravagé le Quartier français, depuis la rue de la Bourgogne (Burgundy Street) jusqu'à la rue de Chartres (Chartres Street), atteignant presque les immeubles au bord de la rivière.

## Histoire
L'incendie débuta le 8 décembre 1794. Il aura détruit de nombreux bâtiments parmi lesquels la prison royale. Certains bâtiments échappèrent néanmoins à la destruction, notamment ceux de la rive du Mississippi comme l'édifice des douanes, les entrepôts de tabac, la Maison du Gouverneur, l’Hôpital Royal et le couvent des Ursulines. Même si l'incendie fut très étendu, la cathédrale Saint-Louis fut épargnée et consacrée deux semaines plus tard, le 23 décembre 1794.
Les jours suivants la goélette Nuestra Señora del Cármen fut utilisée temporairement comme prison, du 10 décembre 1794 au 26 février 1795. Le propriétaire du bâtiment, Don Prospero Ferrayolo, reçu des rentes pour l'emploi de son bateau en remplacement de la prison royale réduite en cendre par l'incendie.
En 1795, Don Andrés Almonester y Roxas accepta de financer la construction de ce qui sera plus tard le Cabildo (en) (The Cabildo). Il remplaça un bâtiment plus ancien détruit par le feu. Don Almonester employa Gilberto Guillemard pour établir les plans du bâtiment, comme il l'avait fait pour la cathédrale et le Presbytère (en) (The Presbytere).
À peine six années plus tôt, le 21 mars 1788, 856 bâtiments de la ville avaient été détruits lors du Grand incendie de La Nouvelle-Orléans. La ville, qui était alors encore sous domination espagnole, fut reconstruite après ces deux incendies dans le style colonial espagnol. C'est ainsi que la plupart des bâtiments d'architecture française furent éliminés du Vieux Carré.